# Тимерёвский археологический комплекс
Тимерёвский археологи́ческий ко́мплекс — полиэтничный археологический комплекс IX — начала XI века в Верхнем Поволжье под Ярославлем вблизи бывшей деревни Большое Тимерёво (Карабихское сельское поселение) на берегу реки Сечка (сейчас почти исчезнувшей), притоке реки Которосль. Состоит из двух неукреплённых поселений общей площадью более 11 га, курганного могильника, на котором раскопано не менее 472 насыпей и трёх кладов монет арабских правителей начиная с испанских Омейядов VIII века и первых Идрисидов.

## История
Тимерёвское поселение было торгово-административным и военным центром, тесно связанным с Волжским торговым путём. Основными занятиями жителей были торговля (связи с Южной Балтикой, Скандинавией, Востоком и Византией), ремёсла и военное дело, вместе с тем, население занималось сельским хозяйством, охотой, рыболовством, различными промыслами. Расцвет поселения приходится на X век и совпадает с расцветом восточной торговли. С середины X века наблюдаются свидетельства расслоения населения (отдельные «усадьбы» на поселении, богатые дружинные захоронения, в том числе в деревянных камерах и срубных могилах, богатые захоронения женщин и детей).
Этнический состав населения включал финно-угров (их было большинство, преимущественно меря), славян (ильменских словен и кривичей) и скандинавов, игравших ведущую роль в военной организации поселения. В X веке количество скандинавских захоронений уменьшается, при этом количество и разнообразие привозных северных вещей увеличивается, что указывает на размывание этнических границ; с конца этого века скандинавские захоронения уже не прослеживаются. Славянское население начинает встречаться с середины X века.
Были обнаружены кресты, вырезанные из монет, и другие свидетельства проникновения христианства — наиболее ранние из находок предметов христианского личного благочестия на территории Руси (середина — третья четверть X века).
Захоронения в камерных могилах из Тимерёва, Гнёздова, Шестовиц и Старой Ладоги тяготеют, в отличие от Скандинавии, к границам могильников или к краям рядов курганов. Следы бересты, покрывавшей дно могилы, зафиксированы в Тимерёве, Старой Ладоге, Гнёздове и Пскове. В погребальных камерах Тимерёва, Чернигова, Шестовиц и Старой Ладоги обнаружены следы сгоревших деревянных перекрытий. В ряде случаев в Тимерёве, Киеве (на Старокиевской горе), Гнёздове, Шестовицах и Чернигове исследователями отмечено существование камер отличной и от срубной, и от столбовой конструкций. И. П. Шаскольский считал, что 38 % тимерёвских погребений являются финскими, 15 % — славянскими, 4 % — скандинавскими. Л. С. Клейн этнически неопределимыми в Тимерёво считает 43 % погребений. Из остальных в X веке к финским относит 75 % погребений, к славянским — 12 %, к скандинавским — 13 %, в начале XI века финскими являются 72,5 % погребений, славянскими — 24 %, скандинавскими — 3,5 %. В некоторых захоронениях знати, совершённых в языческих некрополях X века в специальных деревянных «камерах», углублённых в землю, были найдены свечи.
Проводивший здесь в 1972—1977 годах раскопки И. В. Дубов полагал, что Тимерёвское поселение исчезло, не выдержав конкуренции с основанным неподалёку укреплённым Ярославлем.
В ходе раскопок 2012—2016 гг. была осуществлена съёмка топографического плана и проведены исследования по выявлению границ распространения культурного слоя: бурение 1184 скважин, шурфовка, сбор подъемного материала на территории в 2300 м². на 23 участках площадью по 100 м² каждый. Установлено, что культурный слоя поселенческой части комплекса охватывает площадь в 11 га (9,5 — поселение, 1,5 — селище). Наибольшая концентрация памятников IX—XI вв. выявлена на площади 4,25 га. Был сделан вывод, что площадь поселения IX—XI вв. близка к 6 га.

## Значение
Археологическое исследование тимерёвских могильников начал в конце XIX века И. А. Тихомиров. Тимерёвский археологический комплекс за более чем сто лет исследован достаточно хорошо. Его материалы активно используются при решении историко-археологических проблем, связанных с освоением славянами лесной полосы Восточной Европы, роли в этом скандинавов, взаимодействием с местным финно-угорским населением.
Хотя Тимерёвский курганный могильник исследуется уже более 130 лет, он по-прежнему остаётся перспективным, тем более что ряд раскопок имели непрофессиональный и даже грабительский характер. И. В. Дубов не исключал, что наиболее древние слои поселения ещё предстоит открыть.
Название деревни, рядом с которой расположен комплекс, возможно происходит от тюркского слова тимер — «железо».

## Находки
- Торговый инвентарь: весы и гирьки.
- Оружие: мечи, боевые топоры, копья, стрелы, наконечники ножен, обрывок кольчуги.
- Снаряжение всадника и верхового коня: удила, псалии, шумящая плеть.
- Костяные изделия: гребни, копоушки, проколки, иглы, костяные острия, пуговицы.
- Поясные металлические накладки различных типов.
- Фибулы различных типов.
- Фрагменты шерстяных и шелковых тканей.
- Украшения: золотный позумент, ирландская подвеска, щитообразная серебряная подвеска, браслетообразные височные кольца, шумящие украшения, разнообразные бусы, железные гривны с молоточками Тора.
- Женский нож с серебряной проволокой на рукояти, деревянные чаши с серебряными оковками, бронзовый сосуд.
- Три клада арабских серебряных монет IX века, в том числе крупнейший в Восточной Европе, с руническими граффити.
- Инструменты.
- Шахматные фигуры с руническими надписями.